# Mid-Season Invitational 2022
O Mid-Season Invitational 2022 ou MSI 2022 foi a 7ª edição do torneio competitivo internacional de intertemporada do esporte eletrônico de League of Legends organizado anualmente pela Riot Games. O MSI reúne os campeões do primeiro split de cada região e os vice-campeões das regiões major.
O torneio ocorreu entre 10 e 29 de maio de 2022 e a sede do torneio escolhida para essa temporada foram a Busan Esports Arena e a BEXCO em Busan, Coreia do Sul.
11 das 12 ligas enviaram representantes para o torneio, a LCL teve sua participação suspensa devido o cancelamento do primeiro split como resultado da Invasão da Ucrânia pela Rússia. Devido a Pandemia de COVID-19 na China, as equipes classificadas da LPL participaram remotamente da China.
"Set It Off" foi o tema do torneio, performado por DPR Live e DPR Cline.
A equipe chinesa Royal Never Give Up defendeu seu título de campeão da temporada anterior e se sagrou tricampeã do MSI ao vencer na final a T1 por 3–2.

## Sedes
| Coreia do Sul     | Coreia do Sul       |
| ----------------- | ------------------- |
| BEXCO             | Busan Esports Arena |
| Capacidade: 4.000 | Capacidade: 300     |
| Busan             |                     |

Fonte: 

## Formato
- 11 equipes participam;
- Fase 1 (Grupos):
  - Sorteio define as equipes em três grupos baseados nas seeds;
  - Partidas de ida e volta;
  - Partidas em Melhor de 1;
  - As 2 melhores equipes de cada grupo avançam para fase 2;
- Fase 2 (Pontos):
  - Partidas em Melhor de 1;
  - Partidas de ida e volta;
  - As 4 melhores equipes avançam para fase 3;
- Fase 3 (Eliminatórias):
  - Eliminação única;
  - Partidas em Melhor de 5;
- Patch 12.8.

## Participantes
| Acr. | Região Competitiva | Liga  | Equipe              | Classificação                        |
| ---- | ------------------ | ----- | ------------------- | ------------------------------------ |
| KR   | Coréia do Sul      | LCK   | T1                  | Campeão da LCK 2022 Spring           |
| CN   | China              | LPL   | Royal Never Give Up | Campeão da LPL 2022 Spring           |
| EMEA | Europa             | LEC   | G2 Esports          | Campeão da LEC 2022 Spring           |
| NA   | América do Norte   | LCS   | Evil Geniuses       | Campeão da LCS 2022 Spring           |
| PCS  | Pacífico           | PCS   | PSG Talon           | Campeão da PCS 2022 Spring           |
| VN   | Vietnã             | VCS   | GAM Esports         | Campeão da VCS 2022 Spring           |
| BR   | Brasil             | CBLOL | RED Canids          | Campeão do CBLOL 2022 Primeira Etapa |
| LAT  | América Latina     | LLA   | Team Aze            | Campeão da LLA 2022 Apertura         |
| TR   | Turquia            | TCL   | Istanbul Wildcats   | Campeão da TCL 2022 Winter           |
| JP   | Japão              | LJL   | DetonatioN FocusMe  | Campeão da LJL 2022 Spring           |
| OCE  | Oceania            | LCO   | ORDER               | Campeão da LCO 2022 Split 1          |
| CIS¹ | Leste Europeu      | LCL   | Não definido        |                                      |

¹Devido a Invasão da Ucrânia pela Rússia, a LCL Spring foi cancelada e a região CIS não enviou representantes ao torneio.

## Fase 1 (Grupos)
| Grupo A | Grupo A            | Grupo A | Grupo A | Grupo A | Grupo A | Grupo A            |
| Pos.    | Equipe             | P       | V       | D       | Apr.    | Qualificação       |
| ------- | ------------------ | ------- | ------- | ------- | ------- | ------------------ |
| 1       | T1                 | 6       | 6       | 0       | 100%    | Avança para Fase 2 |
| 2       | Saigon Buffalo     | 6       | 4       | 2       | 67%     | Avança para Fase 2 |
| 2       | DetonatioN FocusMe | 6       | 1       | 5       | 17%     | Eliminado          |
| 4       | Team Aze           | 6       | 1       | 5       | 17%     | Eliminado          |

| Grupo B | Grupo B                      | Grupo B | Grupo B | Grupo B | Grupo B | Grupo B            |
| Pos.    | Equipe                       | P       | V       | D       | Apr.    | Qualificação       |
| ------- | ---------------------------- | ------- | ------- | ------- | ------- | ------------------ |
| 1       | Royal Never Give Up          | 6       | 6       | 0       | 100%    | Avança para Fase 2 |
| 2       | PSG Talon                    | 6       | 3       | 3       | 50%     | Avança para Fase 2 |
| 2       | RED Canids                   | 6       | 2       | 4       | 33%     | Eliminado          |
| 4       | DenizBank Instanbul Wildcats | 6       | 1       | 5       | 17%     | Eliminado          |

| Grupo C | Grupo C       | Grupo C | Grupo C | Grupo C | Grupo C | Grupo C            |
| Pos.    | Equipe        | P       | V       | D       | Apr.    | Qualificação       |
| ------- | ------------- | ------- | ------- | ------- | ------- | ------------------ |
| 1       | G2 Esports    | 8       | 8       | 0       | 100%    | Avança para Fase 2 |
| 2       | Evil Geniuses | 8       | 4       | 4       | 50%     | Avança para Fase 2 |
| 3       | ORDER         | 8       | 0       | 8       | 0%      | Eliminado          |

## Fase 2 (Pontos)
| Pos. | Equipe              | P  | V | D | Apr. | Qualificação       |
| ---- | ------------------- | -- | - | - | ---- | ------------------ |
| 1    | Royal Never Give Up | 10 | 8 | 2 | 80%  | Avança para Fase 3 |
| 2    | T1                  | 10 | 7 | 3 | 70%  | Avança para Fase 3 |
| 3    | G2 Esports          | 10 | 5 | 5 | 50%  | Avança para Fase 3 |
| 4    | Evil Geniuses       | 10 | 5 | 5 | 50%  | Avança para Fase 3 |
| 5    | PSG Talon           | 10 | 3 | 7 | 30%  | Eliminado          |
| 6    | Saigon Buffalo      | 10 | 2 | 8 | 20%  | Eliminado          |

## Fase 3 (Eliminatórias)
|  | Semifinais          | Semifinais          | Semifinais                      |    |   | Final | Final | Final |  |
|  |                     |                     |                                 |    |   |       |       |       |  |
|  | Royal Never Give Up | Royal Never Give Up | 3                               |    |   |       |       |       |  |
|  | Royal Never Give Up | Royal Never Give Up | 3                               |    |   |       |       |       |  |
|  | Evil Geniuses       | Evil Geniuses       | 0RD2-team1= Royal Never Give Up |    |   |       |       |       |  |
|  | Evil Geniuses       | Evil Geniuses       | 0RD2-team1= Royal Never Give Up | 3  |   |       |       |       |  |
|  |                     |                     |                                 |    |   |       |       |       |  |
|  |                     |                     | T1                              | T1 | 2 |       |       |       |  |
|  | T1                  | T1                  | T1                              | T1 | 2 | 3     |       |       |  |
|  | T1                  | T1                  |                                 |    |   |       |       |       |  |
|  | G2 Esports          | G2 Esports          | 0                               |    |   |       |       |       |  |

| MSI 2022                                     |
| China                                        |
| -------------------------------------------- |
| Royal Never Give Up Tricampeões (3.º título) |